# Ditrichum gemmiferum
Ditrichum gemmiferum är en bladmossart som beskrevs av Ryszard Ochyra och Lewis-smith 1998. Ditrichum gemmiferum ingår i släktet grusmossor, och familjen Ditrichaceae. Inga underarter finns listade i Catalogue of Life.